# Floris Goesinnen
Floris Goesinnen (* 30. Oktober 1983 in Opperdoes) ist ein ehemaliger niederländischer Radrennfahrer.

## Sportliche Laufbahn
Floris Goesinnen begann seine Karriere 2004 beim Team Moser. 2006 wechselte er zu Skil-Shimano. 2007 entschied er den Nationale Sluitingsprijs für sich. 2008 hatte er seine zwei Erfolge: Er gewann eine Etappe der Tour de l’Ain und gemeinsam mit seinem Team von Skil-Shimano das Mannschaftszeitfahren der Brixia Tour. Ab 2011 fuhr er für Drapac Professional Cycling. 2011 siegte er bei einer Etappe der Tour de Taiwan und 2012 beim Rennen Flèche du Sud. Ebenfalls 2012 gewann er das australische Melbourne to Warrnambool Cycling Classic. Ende der Saison 2014 beendete er seine Karriere.

## Erfolge
2007
- Nationale Sluitingsprijs

2008
- Mannschaftszeitfahren Brixia Tour
- eine Etappe Tour de l’Ain

2011
- eine Etappe Tour de Taiwan

2012
- eine Etappe Flèche du Sud

## Teams
- 2004 Team Moser-ah.nl
- 2005 Team Moser-AH-Trentino
- 2006 Van Vliet-EBH Advocaten
- 2006 Skil-Shimano (ab Ende Mai)
- 2007 Skil-Shimano
- 2008 Skil-Shimano
- 2009 Skil-Shimano
- 2010 Skil-Shimano
- 2011 Drapac
- 2012 Drapac Cycling
- 2013 Drapac Cycling
- 2014 Drapac Professional Cycling